# Sam Craigie
Sam Craigie (Newcastle, 29 december 1993) is een Engels professioneel snookerspeler. 
Een kwartfinale bereikte hij op de China Open van 2019. In 2021 plaatste hij zich voor het eerst voor het hoofdtoernooi van het wereldkampioenschap. In de eerste ronde verloor hij van Mark Williams.

## Belangrijkste resultaten

### Wereldkampioenschap
Hoofdtoernooi (laatste 32 of beter):
| #  | Seizoen     | Editie  | Prestatie  | Extra                              |
| -- | ----------- | ------- | ---------- | ---------------------------------- |
| 1. | 2020 / 2021 | WK 2021 | Laatste 32 | Verloor met 10-4 van Mark Williams |